# Bowdle
Bowdle é uma cidade localizada no estado norte-americano de Dacota do Sul, no Condado de Edmunds.

## Demografia
Segundo o censo norte-americano de 2000, a sua população era de 571 habitantes.
Em 2006, foi estimada uma população de 512, um decréscimo de 59 (-10.3%).

## Geografia
De acordo com o United States Census Bureau tem uma área de
1,6 km², dos quais 1,6 km² cobertos por terra e 0,0 km² cobertos por água.

## Localidades na vizinhança
O diagrama seguinte representa as localidades num raio de 28 km ao redor de Bowdle.